# Мадонна Солли
«Мадонна Солли» (или «Мадонна и Младенец с книгой») — одна из первых картин итальянского художника эпохи Высокого Возрождения Рафаэля Санти. Датируется 1500—1504 годами.
Название картины происходит от имени британского банкира и коллекционера Эдварда Солли (1776—1848), из коллекции которого в 1821 году картину приобрёл Берлинский музей.

## Иконография
На картине изображена Дева Мария с Младенцем на коленях; в правой руке Марии — небольшая книга, к которой обращено Её внимание. Книга является символом Священного писания, которое извещает о трагической судьбе Христа. Заглядывая в книгу, Младенец держит в левой руке щеглёнка, привязанного к лапке за ниточку — весьма распространённую в то время детскую игрушку. Такая иконография традиционна для итальянской религиозной живописи и представлена ещё в одной знаменитой картине Рафаэля Санти — Мадонна со щеглом. «Мадонна Солли» является ранней работой Рафаэля и отражает влияние его учителя Перуджино.